# Estação Wheaton
Wheaton é uma estação da Linha Vermelha do Metro de Washington, localizada no Condado de Montgomery, Maryland. 
Ela foi a estação terminal do braço nordeste da Linha Vermelha por quase oito anos, até a inauguração em julho de 1998 da estação Glenmont atual final da linha.
A estação atende o subúrbio de Wheaton, e está localizado no cruzamento da Georgia Avenue (Maryland Route 97) e Reedie Drive. 
Esta instalada nesta estação o maior conjunto de escadas rolantes no Hemisfério Ocidental, com um comprimento de 155 metros . A viagem na escada rolante de Wheaton leva dois minutos e 45 segundos. Esta não é a estação mais profunda do sistema, essa honra fica com a Forest Glen, que devido à sua profundidade tem um conjunto de elevadores  para o transporte de passageiros à superfície.
Como característica arquitetônica os túneis e plataformas são distintos para cada direção, solução também adotada na estação de Forest Glen com o objetivo de reduzir o custo de construção devido a profundidade destas estações.
Wheaton foi inaugurada no dia 22 de setembro de 1990. 

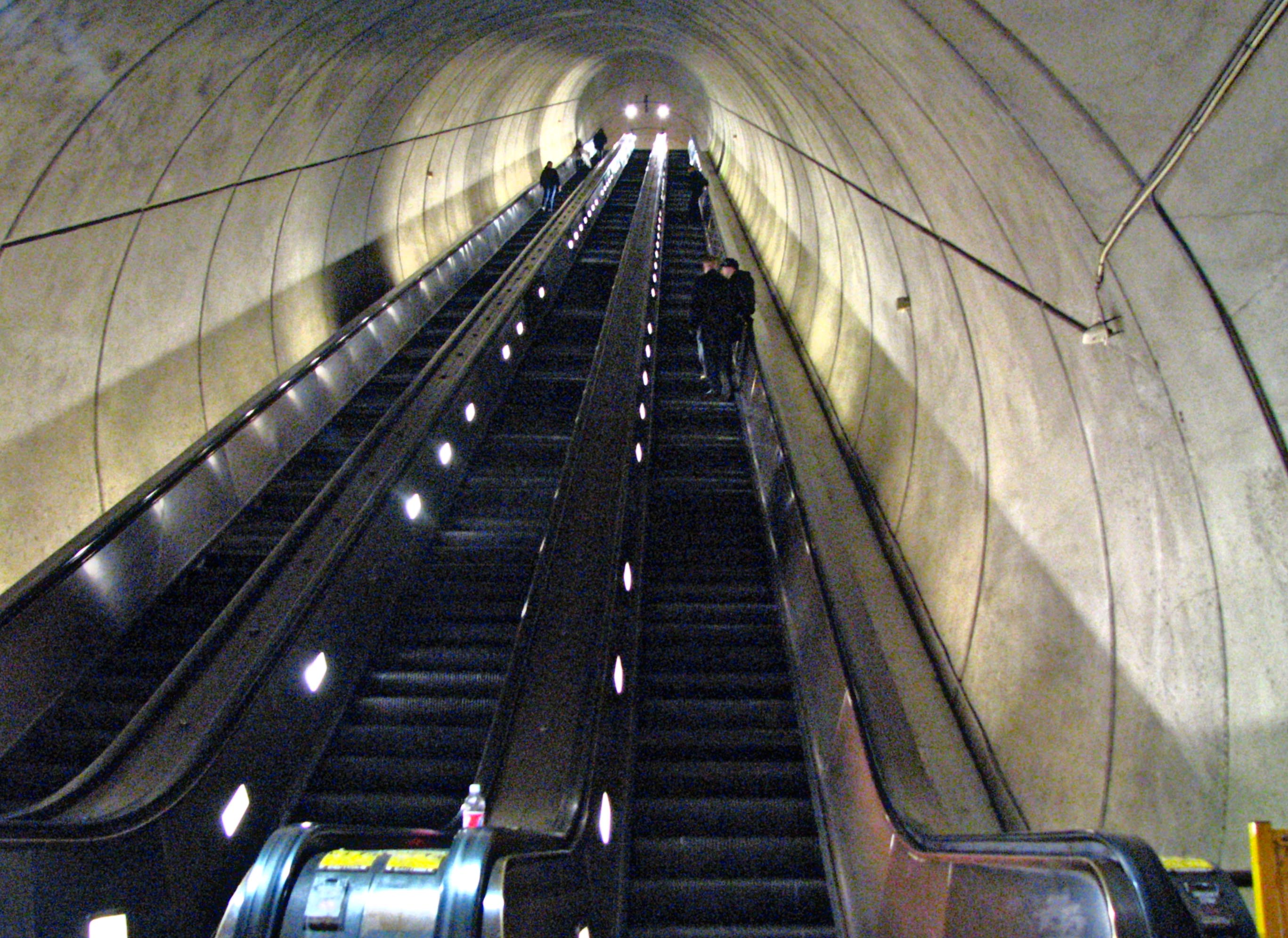
Estação Wheaton
conjunto de escadas rolantes

## Facilidades
A estação conta com duas plataformas laterais, em túneis independentes por onde passam duas linhas.
O estacionamento de veículos dispõe de 977 vagas. 
Estão disponíveis lugares para guarda de bicicletas.

## Arredores e pontos de interesse
| - Brookside Gardens - Wheaton Regional Park - Washington Music Center (Chuck Levin's) - Wheaton Volunteer Fire Department | - Our Lady of Good Counsel High School - Wheaton Plaza Shopping Mall - Wheaton Regional Library - Hughes United Methodist Church |